# Hamas-Charta
In der als Hamas-Charta oder Charta der Hamas (arabisch ميثاق حماس, DMG Mīṯāq Ḥamās) bezeichneten „Charta“ sind Programm und Ziele der 1987 gegründeten palästinensischen Terrororganisation Hamas festgeschrieben. Die Hamas veröffentlichte ihr durch die Ideologie des Islamismus geprägtes Grundsatzpapier am 18. August 1988. Sie dokumentiert den Anspruch der Terrororganisation auf das ihr als Waqf geltende Gebiet der Region Palästina. In dem Papier wird das Existenzrecht Israels bestritten. Alle Muslime und Araber werden zur Befreiung von Palästina und zur Unterstützung der Hamas im Kampf gegen eine postulierte „zionistische Invasion“ aufgerufen. Dabei wird auf ein traditionelles Hadith hingewiesen, das zum Töten aller Juden aufruft. In der Charta wird behauptet: „Der Zionismus macht nirgends Halt: Nach Palästina strebt er eine Expansion vom Nil bis zum Euphrat an, und wenn er sich diese Region einverleibt hat, folgt weitere Expansion und so fort.“ Als Beleg wird auf die „Protokolle der Weisen von Zion“ und „die derzeitigen Taten der Zionisten [im August 1988]“ verwiesen.
Ein Grundsatzpapier der Hamas von 2017 ersetzte die antisemitischen Verschwörungstheorien mit einer moderater klingenden antizionistischen und antikolonialistischen Argumentation. Es bekräftigte das Ziel eines islamischen Staates in ganz Palästina anstelle Israels, erklärte aber auch, ein Staat Palästina „entlang den Linien von 1967“ sei die Formel für einen „nationalen Konsens“. Die ursprüngliche Charta wurde dabei nicht widerrufen.
Historiker wie Jeffrey Herf erklären die Terrorangriffe der Hamas auf Israel, zuletzt ihr Massaker vom 7. Oktober 2023, aus der in der Charta verankerten antisemitischen Ideologie der Hamas.

## Aufbau und Inhalt
Die Charta beginnt mit einem längeren Koranzitat (3:110–112), das die Auserwähltheit der Muslime und ihre Überlegenheit gegenüber „Leuten der Schrift“ betont. Direkt nach dem Koranzitat steht eine Aussage des „Märtyrers Imam Hassan al-Banna“, des Gründers der ägyptischen Muslimbrüder: „Israel wird bestehen und so lange bestehen bleiben, bis der Islam es annulliert, so wie er davor Bestehendes annulliert hat.“
Darauf folgen eine einleitende Präambel und fünf Kapitel mit insgesamt 36 Artikeln. In vielen Fällen sind den dort enthaltenen Aussagen einschlägige Koranzitate beigestellt. Die Artikelüberschriften entsprechen nicht immer streng den jeweiligen Inhalten.

### Präambel
Die Präambel beschreibt in zeitrafferartigem Stil die Entstehung der Hamas-Bewegung, vom Reifen einer Idee über das Wachsen einer Saat und das Wurzelschlagen eines Sprosses im Boden der Realität bis hin zur Gründung der „Islamischen Widerstandsbewegung (Hamas)“, die gemeinsam mit allen, die Palästina befreien wollen, kämpfen wird. Der Kampf mit den Juden sei ein sehr großer und schwerer, der alle aufrichtigen Anstrengungen erfordere, werde aber letztendlich zum im Koran (58:21) verheißenen Sieg führen.

### Erstes Kapitel: Definition der Bewegung (Art. 1–8)
Artikel 1 erklärt, der Islam sei die Grundlage und Inspiration für die Hamas. Artikel 2 erklärt, dass ihr Verständnis des Islams dabei von dem der Muslimbrüder geprägt sei.
Artikel 3 beschreibt die Hamas als eine aus Muslimen bestehende Bewegung. Ihr Ziel sei, im Heiligen Krieg gegen die Unterdrücker – gemeint sind die Israelis – zu kämpfen. Helga Baumgarten merkt hierbei an, dass während der Zweiten Intifada auch Christen mit der Hamas gekämpft haben sollen, und zitiert einen palästinensischen Muslimbruder, dem zufolge jeder Muslimbruder zur Hamas gehöre, aber nicht jedes Hamas-Mitglied auch ein Muslimbruder sei; Nicht-Muslime, so sagte er, könnten nur bei der Hamas Mitglieder werden.
Artikel 4 ruft jeden gleichgesinnten Muslim auf, sich diesem Kampf anzuschließen, und verheißt göttlichen Lohn. Laut Artikel 5 ist Gott das Ziel der Hamas, der Prophet Mohammed ihr Vorbild, der Koran ihre Verfassung. Darum sei diese Bewegung zeitlich und räumlich letztendlich unbegrenzt. In Artikel 6 definiert sie sich jedoch ausdrücklich als eine einzigartige palästinensische und islamische Bewegung, deren Ziel sei, „Gottes Banner auf jedem Fußbreit Palästinas zu hissen“. Dieser Artikel geht auch auf die nichtmuslimischen Minderheiten in Palästina ein – diese könnten unter der Herrschaft des Islams alle in Sicherheit zusammenleben. Ohne den Islam komme es dagegen immer zu Konflikten, Unrecht, Korruption und Kriegen.
Artikel 7 trägt den Titel „Der weltweite Charakter der Islamischen Widerstandsbewegung“. Hier beschreiben die Autoren den religiösen Kontext des Kampfes gegen die Zionisten. Als historisches Vorbild wird der 1935 von britischen Sicherheitskräften in Palästina getötete syrische Scheich Izz ad-Din al-Qassam gepriesen. Weitere Vorläufer seien der Aufstand der Muslimbrüder in Palästina 1936 sowie der Kriegseinsatz der Muslimbrüder im Krieg von 1948 und deren Beteiligung an Guerilla-Aktionen gegen Israel im Jahr 1968 (nach dem Sechstagekrieg 1967) gewesen. Ignoriert wurde dabei laut Joseph Croitoru, dass säkulare palästinensische Kampforganisation wie die Fatah seit den Sechzigerjahren einen wesentlich größeren Anteil am nationalen Befreiungskampf gehabt hatten als die Muslimbrüder. Nach diesem Aufruf zum weltweiten Kampf der Muslime gegen Israel zitiert die Charta ein Mohammed zugeschriebenes Zitat aus den Hadithen (Nr. 2922 in der Hadith-Sammlung Sahīh Muslim): „Die Stunde (der Auferstehung) wird nicht kommen, bis die Muslime gegen die Juden kämpfen. Die Muslime werden sie töten, bis sich der Jude hinter Stein und Baum verbirgt, und Stein und Baum dann sagen: ‚Oh Muslim, oh Diener Gottes! Da ist ein Jude hinter mir. Komm und töte ihn‘, außer der Gharqad-Baum, denn er ist ein Baum der Juden.“
Artikel 8 nennt als Losung der Hamas: „Gott ist ihr Ziel, der Gesandte Gottes ist ihr Vorbild, der Koran ist ihre Verfassung, der Dschihad ist ihr Weg, und der Tod für die Sache Gottes ist ihr erhabenster Wunsch.“ Damit übernahm sie die Losung der Muslimbruderschaft.

### Zweites Kapitel: Ziele (Art. 9–10)
Das zweite Kapitel ist kurz. Es betont den Herrschaftsanspruch des Islams und den Auftrag der Hamas, die Heimat zurückzugewinnen und den Ruf zum Gebet von den Moscheen in Palästina ertönen zu lassen.
Artikel 9 erklärt, alles entstandene Unrecht – Heimatverlust, Vertreibung und Diaspora – sei in erster Linie darauf zurückzuführen, dass der Islam nicht mehr präsent gewesen sei. Das Ziel der Hamas sei, erneut einen islamischen Staat in Palästina zu schaffen.
Artikel 10 erklärt, die Hamas sei eine Stütze für alle Unterdrückten und werde keine Mühen scheuen, um dem Recht Geltung zu verschaffen und Unrecht zu beseitigen.

### Drittes Kapitel: Strategien und Mittel (Art. 11–22)
Das dritte Kapitel liefert eine weit ausführlichere Beschreibung der Bewegung. Artikel 11 hebt die Pflicht hervor, den historischen Raum Palästina als islamisch geheiligtes Waqf-Land zu betrachten: 
„Die Islamische Widerstandsbewegung ist davon überzeugt, dass das Land Palästinas ein islamisches Waqf-Land für die Generationen der Muslime bis zum Tag der Auferstehung ist. Weder darf es oder ein Teil von ihm aufgegeben werden, noch darf darauf oder auf einen Teil von ihm verzichtet werden; dazu sind kein arabischer Staat oder die Gesamtheit der arabischen Staaten, kein König oder Präsident oder die Gesamtheit der Könige und Präsidenten, keine – ob nun palästinensische oder arabische – Organisation oder die Gesamtheit der Organisationen befugt, denn Palästina ist ein islamisches Waqf-Land für die islamischen Generationen bis zum Tag der Auferstehung.“
Als mit säkularen Organisationen in Konkurrenz stehende Organisation sah sich die islamistische Hamas aber auch veranlasst, ihren Patriotismus hervorzuheben. Artikel 12 betont, in Anlehnung an die Philosophie der Muslimbrüder, die Vereinbarkeit von Islam und Vaterlandsliebe. Islamischen Boden gegen Invasoren zu verteidigen sei die höchste Form des Patriotismus und eine individuelle Pflicht für Muslime und Musliminnen. Selbst Frauen würden kämpfen und bräuchten dazu nicht die Erlaubnis ihres Mannes, heißt es; auch Knechte würden zum Kampf ausziehen, selbst gegen die Befehle ihrer Herren. Dies ist die einzige Passage in der Charta, die Frauen eine potenzielle Rolle als Kämpferinnen zuweist, im Gegensatz zu anderen Artikeln im weiteren Verlauf der Charta, welche die Pflichten von Frauen ausschließlich im familiären Bereich verorten. Weiters erklärt der Artikel, dass der Nationalismus anderer Völker auf „materiellen, menschlichen und territorialen Motiven“ basiere, derjenige der Hamas aber habe einen religiösen Auftrag und stelle daher die höchste Form der Vaterlandsliebe dar.
Artikel 13 erklärt, dass die Hamas friedliche Lösungen und internationale Konferenzen zur Lösung der Palästina-Frage rigoros ablehne; sie habe kein Vertrauen, dass die Unterdrückten so die geforderte Gerechtigkeit bekommen könnten. Konferenzen seien „lediglich eine Spielart unter anderen, um die Ungläubigen zu Herrschern auf dem Boden Palästinas zu machen“. Die Palästina-Frage könne nur durch den Dschihad gelöst werden.
Nach Artikel 14 hängt die Befreiung Palästinas mit drei „Kreisen“ zusammen: dem palästinensischen, arabischen und islamischen Kreis, die Schichten der palästinensischen Identität darstellen. Wie die Ägypter sind die Palästinenser Muslime und Araber, haben aber ihre eigene Volkszugehörigkeit. Basierend auf diesen drei Kreisen wird insbesondere eine Verzahnung der palästinensischen mit der islamischen Identität postuliert, woraus nicht nur für alle Araber, sondern auch für alle Muslime eine Verpflichtung erwachse, Palästina – das Land, in dem sich die erste der beiden islamischen Gebetsrichtungen befand und das der Ausgangspunkt der nächtlichen Himmelsreise Mohammeds war – im Namen des Islams zu befreien.
Artikel 15 beschreibt den Dschihad dementsprechend als individuelle Pflicht für jeden Muslim, denn hier sei muslimisches Territorium usurpiert worden. Hierzu müsse eine „Verbreitung des islamischen Bewusstseins unter den Massen“ auf „lokaler, arabischer und islamischer Ebene“ stattfinden. Das gesamte Erziehungssystem müsse „von den Folgen der geistigen Invasion“ des Westens befreit werden, und die Palästinafrage müsse „im Geist der muslimischen Generationen dahingehend verankert werden, dass sie eine religiöse Frage ist und auf dieser Grundlage zu behandeln ist.“
Artikel 16 geht weiter auf die „Erziehung der Generationen“ ein, die nach Vorstellung der Hamas einen ausgesprochen militärischen Aspekt beinhalten muss. Jugendliche müssten nicht nur die heiligen Schriften und islamische Geschichte studieren, sondern es bestehe für den „kämpfenden Muslim“, der stets auf der Höhe der Zeit sein müsse, auch die „Notwendigkeit, aufmerksam den Feind, seine materiellen und menschlichen Möglichkeiten zu studieren, seine Schwachpunkte und Stärken zu erkennen, die ihn unterstützenden und an seiner Seite stehenden Kräfte zu kennen.“

Artikel 17 befasst sich mit der Rolle von Frauen und folgt damit dem Beispiel der Muslimbrüder, die Frauen ebenfalls in ihre Kampagnen einzubeziehen suchten. Die Frau spiele eine Rolle im Befreiungskampf, die „nicht geringer als die des Mannes ist, denn sie bringt die Männer hervor, und ihre Rolle in der Orientierung und Erziehung der Generationen ist eine bedeutende Rolle“. Weiter hätten „die Feinde“ diese Bedeutung der Frau auch erkannt und würden versuchen, dies auszunutzen:
„Die Feinde haben dies sehr genau verstanden und glauben daher, dass sie den Kampf gewinnen werden, wenn es ihnen nur gelingt, die Frauen so zu lenken und zu formen, wie sie es wollen, nämlich dem Islam entfremdet. Hiernach streben sie unermüdlich durch Medien, Filme und Lehrpläne mithilfe ihrer Marionetten in zionistischen Organisationen. Diese Organisationen agieren unter verschiedensten Namen und Formen, wie z. B. Freimaurerlogen, Rotary-Clubs, Spionagegruppen und andere, doch sie fungieren allesamt als schützendes Deckmäntelchen für Saboteure und deren Aktionen.“
Die Vorstellung, Frauen seien schwach und könnten von Israel verführt werden, lieferte der Hamas nach Ansicht von Beverley Milton-Edwards und Stephen Farrell eine weitere Rechtfertigung dafür, mehr religiöse Kontrolle auszuüben. Artikel 18 führt weiter aus, Frauen müssten ihre Kinder „zur Erfüllung der religiösen Pflichten“ erziehen und dabei auch ihre zukünftige Rolle im Befreiungskampf im Sinn haben; insbesondere Mädchen müssten schon in der Schule auf diese Aufgabe vorbereitet werden.
Artikel 19 thematisiert die Notwendigkeit einer „islamischen Kunst“; diese erhebe den Geist des aus Lehm und einem Hauch Geist bestehenden Menschen. Artikel 20 betont die Notwendigkeit muslimischer Solidarität und erhebt schwere Anklagen gegen den „Feind“. So wird etwa die Anwendung von Kollektivstrafen und Gewalt durch israelisches Militär mit scharfen Worten angegriffen. Weiter schreibt die Hamas: „Die Juden handeln unterschiedslos nazistisch auch gegen Frauen und Kinder, sie terrorisieren alle, rauben gar den Lebensunterhalt und das Vermögen und treten die Menschenwürde mit Füßen. Wie die schlimmsten Kriegsverbrecher gehen sie mit ihren Gräueltaten mit den Menschen um. Die Ausweisung aus dem eigenen Land nutzen sie wie eine andere Form des Mordens.“ Sich gegen diese Gewalt des Feindes zu wehren erfordere „soziale Solidarität“ innerhalb der muslimischen Gemeinschaft. Artikel 21 definiert Solidarität sowohl als materielle als auch moralische Hilfsbereitschaft gegenüber Bedürftigen sowie als die Notwendigkeit, für das Wohl der Masse zu agieren.
In Artikel 22 bedient sich die Hamas, wohl in Anlehnung an die Protokolle der Weisen von Zion, die an späterer Stelle (Artikel 32) als Quelle genannt werden, des antisemitischen Narrativs von der Existenz einer „jüdischen Weltverschwörung“ und steigert sich in eine Tirade, nach der die Gründung Israels als ein vom „Feind“ von langer Hand minutiös geplantes Unternehmen dargestellt wird. Dabei habe der Feind gewaltige Reichtümer und Einfluss angehäuft, um seine Ziele zu verwirklichen, und sämtliche Arten von Medien weltweit unter Kontrolle gebracht. Weiterhin habe er mit seinem Vermögen in verschiedensten Teilen der Welt Revolutionen angezettelt, etwa die Französische Revolution, die Oktoberrevolution und andere. Zudem habe er vermeintliche Geheimorganisationen wie die Freimaurer, die Rotary-Clubs, die Lions Clubs und B’nai B’rith gegründet, um die Gesellschaft zu sabotieren und seine Interessen durchzusetzen. Auch sei er für den Kolonialismus verantwortlich sowie den Ersten Weltkrieg und die Abschaffung des islamischen Kalifats im Jahr 1924 unter Mustafa Kemal Atatürk. Nach der britischen Zusicherung der Balfour-Deklaration habe der Feind ebenso den Völkerbund gegründet, um durch ihn die Welt zu beherrschen. Ebenso stecke der Feind hinter dem Zweiten Weltkrieg und habe sich am Handel mit Rüstungsgütern bereichert. Nach dem Weltkrieg habe der Feind dann die Vereinten Nationen und den UN-Sicherheitsrat gegründet. „Wo immer auf der Welt Krieg geführt wird, haben sie die Finger im Spiel.“ Dabei werde der Feind sowohl von den imperialistischen Mächten des kapitalistischen Westens als auch des kommunistischen Ostens unterstützt. Die Hamas nimmt diese Behauptungen zum Anlass, um mit Verweis auf den Koran (3:118) deutlich zu machen, dass sich die islamische Gemeinschaft nur auf sich selbst verlassen könne.

### Viertes Kapitel: Haltung gegenüber anderen islamischen und nationalen Bewegungen (Art. 23–33)
Kapitel 4 beschreibt das Verhältnis der Hamas zu anderen Akteuren, wobei die Reihenfolge ihre Relevanz für die Hamas widerspiegelt: Zuerst genannt wurden die „islamischen Bewegungen“, darauf folgten die „patriotischen Bewegungen in der palästinensischen Arena“, dann die Palästinensische Befreiungsorganisation (PLO) und danach die „arabischen und islamischen Staaten und Regierungen“; diese waren gefolgt von „den nationalen und religiösen Gremien und Vereinigungen, den Institutionen, den Intellektuellen sowie der arabischen und islamischen Welt“ und zum Schluss „den Angehörigen der anderen Religionen“.
Artikel 23 und 24 beschreiben die anderen islamischen Bewegungen als respektierte und geschätzte Mitstreiter. Artikel 25 und 26 gestehen auch anderen nationalen Bewegungen eine bedingte Unterstützung zu – aber nur, solange sie „weder dem kommunistischen Osten noch dem kreuzzüglerischen Westen“ ihre Loyalität geben. In einem laut Croitoru auf die Führungsfiguren säkularer Organisationen gemünzten Kommentar fügt die Hamas noch hinzu, dass sie sich dem Dschihad verpflichtet habe, „den Opportunismus verabscheut und [...] keine materiellen Gewinne oder eigenen Ruhm anstrebt.“
Nach Artikel 27 sieht sich die Hamas der Palästinensischen Befreiungsorganisation gegenüber in einem engen, brüderlichen Verhältnis, lehnt deren Anliegen eines säkularen Staates aber entschieden ab.
Im Artikel 28 wendet sich die Hamas an die Staaten und Regierungen der arabischen und muslimischen Welt und fordert Nachbarstaaten auf, „ihre Grenzen den Kämpfern der arabischen und islamischen Völker zu öffnen, so dass sie ihre Rolle wahrnehmen und ihre Anstrengungen mit den Anstrengungen ihrer Brüder von [der Gemeinschaft der] Muslimbrüder in Palästina vereinen.“ Die übrigen arabischen und islamischen Staaten sollen den Kämpfern Ein- und Ausreise erleichtern, denn Israel sei „mit seinem jüdischen Charakter und seinen Juden eine Herausforderung für den Islam und die Muslime“.
In den Artikeln 29 und 30 wirbt die Hamas bei nationalen und religiösen Institutionen und Intellektuellen sowie in anderen Staaten um Unterstützung, denn „der Dschihad ist nicht darauf beschränkt, die Waffen zu tragen und die Feinde zu bekämpfen. Das gute Wort, der treffliche Artikel, das nützliche Buch, die Unterstützung und Hilfe, all das gehört – sofern die Absichten rein sind, das Banner Gottes das höchste sein zu lassen – zum Dschihad auf dem Wege Gottes.“
Nach Artikel 31 sieht sich die Hamas, trotz mannigfaltiger Herabsetzungen anderer Glaubensgemeinschaften in der Charta, als „eine humane Organisation, die die Menschenrechte achtet und der Toleranz des Islams gegenüber Anhängern anderer Religionen verpflichtet ist. Sie behandelt nur die als Feinde, die ihr auch Feindschaft entgegenbringen oder sich ihr in den Weg stellen, um sie in ihrem Tun zu behindern oder ihre Anstrengungen zunichte zu machen. Unter dem Islam, und nur unter dem Islam, können die Anhänger der drei monotheistischen Religionen Islam, Christentum und Judentum in Frieden und Sicherheit zusammenleben.“ Die Behauptung „Der Islam gewährt jedem sein Recht und verbietet den Angriff auf die Rechte der anderen“ trug laut Croitoru jedoch nicht der Tatsache Rechnung, dass Juden und Christen unter islamischer Herrschaft verschiedenen Formen der Diskriminierung ausgesetzt waren.
Laut Artikel 32 versuchen „der internationale Zionismus“ und die „kolonialistischen Kräfte“ gemeinsam, andere arabische Staaten aus dem Kampf gegen Israel herauszulösen, bis nur noch das palästinensische Volk selbst übrig sei. Diejenigen, die wie Ägypten den Kampf verlassen hätten, seien Hochverräter. Israel strebe eine Expansion „vom Nil bis zum Euphrat“ und darüber hinaus an, wie man in den Protokollen der Weisen von Zion nachlesen könne. Die Hamas betrachte sich als „Speerspitze in der Auseinandersetzung mit dem Weltzionismus.“ In Artikel 33 werden alle arabischen und islamischen Staaten mit dem Slogan „Auf zum Dschihad!“ aufgefordert, die Hamas zu unterstützen.

### Fünftes Kapitel: Historische Belege (Art. 34–36)
Artikel 34 und 35 beschreiben Palästina als Nabel der Welt und als bereits in der Vergangenheit bedeutenden Ort des Dschihads gegen fremde Invasoren, darunter die Kreuzfahrer und die Tataren. So wie man diese Invasoren zurückgeschlagen habe, werde auch die „zionistische Invasion“ besiegt werden.
Der letzte Artikel 36 trägt den Titel „Die Islamische Widerstandsbewegung sind Soldaten“ und präsentiert noch einmal das Selbstverständnis der Hamas, die – trotz ihres zuvor geäußerten Anspruchs, „Speerspitze“ zu sein – „gegen keinen der Söhne unseres Volkes gerichtet ist, um dessen Konkurrent zu sein oder danach zu streben, seinen Platz einzunehmen“; sie werde „nichts als eine Hilfe für alle Vereinigungen und Organisationen sein, die gegen den zionistischen Feind und die unter seinem Einfluss Stehenden aktiv sind.“ Darauf folgt eine erneuerte Beteuerung, die Hamas und ihre Soldaten seien dem Islam und der Unterstützung aller islamischen Staaten und Organisationen verpflichtet. Die Charta schließt mit der Bitte, Gott möge die Hamas rechtleiten, und dem Gebet: „Lob sei Gott, dem Weltenherren.“

## Rezeption

### Frage der Verbindlichkeit der Charta
Die Frage der Relevanz und Verbindlichkeit ist umstritten. Der Politikwissenschaftler Tristan Dunning schrieb 2017 vor dem Hintergrund der Veröffentlichung des Hamas-Grundsatzpapiers: „Sie (die Hamas-Führer) haben die Charta seit über 20 Jahren nicht mehr als Bezugspunkt für die Politik der Bewegung verwendet.“ und kritisierte weiter, dass die Charta oft als Vorwand benutzt worden sei, die Hamas von den Friedensgesprächen zwischen Israel und Palästina auszuschließen. Ähnlich sieht dies der antizionistische Historiker Mohsen Mohammad Saleh in einer umfassenden Hamas-Studie: „[…] Die Gegner der Hamas zitieren ihre Charta viel mehr, als es ihre Mitglieder und Führer selbst tun.“, wobei er sich insbesondere auf die antisemitischen Inhalte und die Deutung des Artikels 7 als allgemeinen Tötungsaufruf gegen Juden bezog.
Der Historiker Khaled Hroub sah in neueren Dokumenten der Hamas, etwa ihrem Wahlmanifest von 2005 für die Wahlen in den palästinensischen Autonomiegebieten, Abweichungen von Positionen der Gründungscharta. Dunning schrieb 2017, dass die Hamas seit Mitte der Neunzigerjahre für eine Art dauerhafte Lösung mit Israel offen gewesen sei; ihre Führung erklärte, dass sie eine Zweistaatenlösung akzeptieren würde, wenn das palästinensische Volk zuvor eine Gelegenheit erhalten würde, in einem Referendum darüber abzustimmen.
Am 1. Mai 2017 veröffentlichte die Hamas-Führung in Doha ein neues Grundsatzpapier, das in der Präambel den Selbstanspruch erhebt, den Konsens und die theoretischen und praktischen Ansichten der Bewegung zu verkörpern und damit die alte Gründungscharta der Hamas aus dem Jahr 1988 zu ersetzen. Andere sehen in dem Dokument lediglich eine Ergänzung der Gründungscharta.

### Antisemitismus
Ein zentrales Thema in der Rezeption der Charta, insbesondere im Westen, ist der klare Antisemitismus (vgl. insbesondere Artikel 22). Dieser diente westlichen Gegnern zur Abqualifizierung der Organisation. Der Historiker Musa Budeiri schreibt über die antisemitischen Stellen der Charta: „Die Ideologie (der Hamas) speist sich aus einem vulgären und uninformierten Antisemitismus, der direkt aus dem rechten Gedankengut Europas im 19. Jahrhundert übernommen und einer fehlgeleiteten Interpretation der antagonistischen Beziehung des Propheten Muhammad mit der jüdischen Gemeinde in der arabischen Halbinsel übergestülpt wurde.“ Sari Nusseibeh, ehemaliger Präsident der al-Quds-Universität, verglich die antisemitischen Narrative und Formulierungen der Charta mit dem nationalsozialistischen Hetzblatt Der Stürmer. Der britische Historiker Colin Shindler bezeichnete die Charta als „Synthese aus koranischen Bildern, historischen Verzerrungen und unverfälschtem Antisemitismus“. Der Islamwissenschaftler Olaf Farschid findet in der Charta trotz ihrer überwiegend antizionistischen Rhetorik nahezu alle Stereotype des Antisemitismus. Insbesondere der Mythos der jüdischen Weltverschwörung werde immer wieder beschworen und ihnen unterstellt, seit jeher eine „Verschwörung gegen den Islam“ zu betreiben.
Der Politikwissenschaftler Armin Pfahl-Traughber hebt den Antisemitismus und Antizionismus der Hamas-Charta sowie die Aufforderungen zur Gewaltanwendung hervor: Die Charta fordere einen Palästinenserstaat und rufe ganz offen zur Tötung von Juden auf, um diesen zu erreichen. Mit dem diesbezüglichen Hadithzitat folgte die Hamas Hauptvertretern des Islamismus wie Raschīd Ridā (ab 1930), Mohammed Amin al-Husseini (ab 1937) und Nadim al-Jisr (Azhar-Universität Kairo, 1968). Zuvor war jenes Hadith laut Matthias Küntzel in der islamischen Literatur lange Zeit kaum erwähnt worden. Erst durch die nationalsozialistische Propaganda, die islamistische Pamphlete ab 1937 aufgriff, sei es im ganzen arabisch-muslimischen Raum verbreitet worden. Laut Küntzel macht das Hadith in der Charta die Auferstehung der Muslime von ihrer Ermordung der Juden abhängig und stellt das ganze Universum mit Bäumen und Steinen gegen die Juden. Da es zur islamischen Überlieferung eines Endkampfs zwischen Muslimen und Juden vor dem Jüngsten Gericht gehört, wertet Küntzel es mit dem Antisemitismusforscher Yehoshafat Harkabi als religiösen Aufruf zu einer „eschatologischen Endlösung“. Der Politikwissenschaftler Armin Pfahl-Traughber sieht das Hadith in der Charta als antisemitische, direkte Aufforderung der Hamas zur Gewaltanwendung.
Laut dem Middle East Media Research Institute (MEMRI) war die arabische Originalfassung der Charta nur schwer aufzutreiben. Eine Befragung von Aktivisten und Abgeordneten der Hamas im Jahr 2006 ergab, dass einige die antisemitischen Aussagen der Charta nicht kannten. Helga Baumgarten schrieb, die Charta habe „wenig bis keine Relevanz“ für die palästinensische Gesellschaft und die Hamas gehabt – kein Mitglied sei verpflichtet gewesen, sie zu studieren. Azzam Tamimi, Leiter des „Instituts für Islamische Politische Theorie“ in London und eine Art Medienberater für die Hamas, sagte der Jerusalem Post 2006, die Hamas-Führung arbeite an einer gemäßigteren Charta ohne antisemitische Argumentationen: „Der ganze Unsinn über die Protokolle der Weisen von Zion und die Verschwörungstheorien, all dieser Mist, muss heraus. Er hätte von Anfang an nicht auftauchen dürfen.“
Helga Baumgarten wies darauf hin, dass sich der vor allem seit den Fünfziger- und Sechzigerjahren als Resultat des israelisch-arabischen Konfliktes entstandene arabisch-islamische Antisemitismus grundsätzlich von seinen christlich-westlichen Vorgängern unterscheide. Er sei das Resultat eines politischen Konfliktes über die Verteilung von Land und als „eine Waffe im Kampf gegen Israel“ entwickelt worden. Seine Grundlage seien „nicht arabische Ressentiments gegen Juden“ – es fehle „eine wesentliche Komponente des modernen westlichen Anti-Semitismus [...] nämlich der Rassismus“. Der Bremer Soziologe und Nahostspezialist Alexander Flores habe deshalb folgerichtig argumentiert, dass „es ... kein Zufall [ist], dass aus Europa weniger der Rassengedanke des Antisemitismus als vielmehr seine verschwörungstheoretischen Elemente – vor allem die Protokolle der Weisen von Zion – im arabischen Kontext akzeptiert worden sind.“
Paul Scham, Professor für Jüdische Studien an der University of Maryland, und Osama Abu Irshaid äußerten 2010 in einem Sonderbericht für das United States Institute of Peace die Ansicht, die in den Anfangsjahren der Hamas-Bewegung in der Charta und anderer Literatur veröffentlichten antisemitischen Erklärungen hätten eine echte Verwirrung darüber widergespiegelt, wie man Juden begegnen sollte. An die Stelle diese Verwirrung sei schließlich eine viel klarere Position getreten, die Feindseligkeit nicht gegenüber Juden als Juden, sondern basierend auf den Handlungen von Juden in Palästina zum Ausdruck gebracht habe. Die 1988er Charta selbst enthalte Aussagen über das Zusammenleben unterschiedlicher Religionen, etwa in Artikel 31, die jedenfalls mit der Behauptung, es gebe für die Hamas eine religiöse Verpflichtung, Juden zu töten, unvereinbar seien. Jim Zanotti merkte in einem ebenfalls 2010 verfassten Bericht für den Congressional Research Service an, viele Leute hätten behauptet, spätere Erklärungen der Hamas hätten die in der Charta enthaltenen Verschwörungstheorien und abwertenden Stereotypen über Juden unterlassen oder abgeschwächt. Dennoch aber gebe es weiterhin zahlreiche antisemitische Äußerungen und Verweise auf abwertende Stereotypen in den von der Hamas kontrollierten Medien, einschließlich der Programme für Kinder und Erwachsene auf dem Hamas-Satellitenkanal Al Aqsa.
Wer den Terrorangriff der Hamas auf Israel am 7. Oktober 2023 verstehen will, „das schlimmste Massaker an jüdischen Zivilisten seit dem Holocaust“, müsse die Gründungscharta von 1988 lesen, schrieb der amerikanische Historiker Jeffrey Herf. „Kurzfristige politische Überlegungen mögen den Zeitpunkt einzelner Angriffe erklären, doch der genozidale Rassismus, der den langfristigen Zielen der Hamas zugrunde liegt, ist nur aus der Geschichte des islamistischen Antisemitismus heraus zu verstehen.“ In der Hamas-Charta von 1988, so Herf, fänden sich „die klassischen antisemitischen Tropen des Nazismus und des europäischen Faschismus, die die Islamisten übernommen hatten, als sie während des Zweiten Weltkriegs mit den Nazis kollaborierten“.

### Religion und Politik
Der Historiker und Terrorismusexperte Walter Laqueur sieht in der Charta „endzeitliche Züge“. Der britische Historiker Colin Shindler erkennt in der Charta viele säkulare und nationale Ideen, die jedoch islamistisch getarnt seien.

## Grundsatzpapier 2017
Ein Grundsatzpapier der Hamas von 2017 bekräftigte das Ziel eines islamischen Staates in ganz Palästina anstelle Israels, erklärte aber auch, ein Staat Palästina „entlang den Linien von 1967“ sei die Formel für einen „nationalen Konsens“. Die ursprüngliche Charta von 1988 wurde dabei nicht widerrufen, sondern als „historisches Dokument“ und „Teil einer früheren Phase in unserer Evolution“ bezeichnet.
Die Hamas veröffentlichte dieses neue politische Dokument nach vierjähriger Vorbereitung am 1. Mai 2017. Das Dokument enthält keine antisemitischen Verschwörungstheorien mehr, sondern legitimiert die grundlegenden Forderungen der Hamas mit einer antizionistischen Argumentation: Man habe den Konflikt mit dem zionistischen Projekt, nicht mit dem jüdischen Volk oder der jüdischen Religion. Die Hamas spricht in dem Dokument von einem „nationalen Konsens“ eines Palästinenserstaats auf dem durch die Grüne Linie markierten Territorium, fordert aber gleichzeitig einen palästinensischen Staat auf dem Boden ganz Palästinas, bekräftigt ihr Ziel, ganz Palästina vom Jordan bis zum Mittelmeer vom „zionistischen Projekt“ (Israel) zu befreien, und bezeichnet dies als alternativlos.
Analytiker kamen zu unterschiedlichen Bewertungen des Papiers; einige sahen darin Zeichen für eine Kursänderung der Hamas, andere werteten es als bloßes Täuschungsmanöver. Akademiker wie Khaled Hroub und Jerome Slater meinten, die internen Widersprüche des Dokuments böten potenzielle Ansatzpunkte für politische Verhandlungen. Joseph Croitoru meinte 2024, während die Gründungs-Charta ein „radikal islamistisches Pamphlet“ mit antisemitischen Komponenten gewesen sei, habe sich die Hamas im Grunde mit der Zeit, wenn auch inoffiziell, davon verabschiedet und 2017 ein völlig neues Programm veröffentlicht, in dem sie nicht mehr wie 1988 direkt gegen Juden kämpfte, sondern gegen Zionisten und die Besatzung und Bereitschaft andeutete, einen israelischen Staat auf dem Gebiet des historischen Palästina wenigstens zu dulden, wenn auch nicht anzuerkennen. Im Grunde habe die Hamas damit signalisiert, dass sie durchaus für die Zweistaatenlösung sei.
Andere wie die Politikwissenschaftlerin Ljiljana Radonić sahen das Papier einfach als Reaktion auf das Verbot der Muslimbruderschaft in Ägypten und die wirtschaftlich angespannte Lage in Gaza, zuletzt die Energiekrise: Für mehr Unterstützung habe sich die Hamas moderat gegeben. Der Historiker Michael Wolffsohn meinte, die Hamas habe ihr Terror-Haus mit dem Papier nur „pinselsaniert“; Friedfertigkeit sehe anders aus. Das israelische Meir Amit Intelligence and Terrorism Information Center zeigte, dass das Papier die tragenden Prinzipien der Hamas-Ideologie und das Ziel, Israel durch bewaffneten Widerstand (Terror) zu eliminieren, unverändert beibehielt. Ebenso äußerte sich der Extremismusforscher Armin Pfahl-Traughber, der auf die Kontinuitäten in mehreren wesentlichen Punkten hinwies und „strategische Täuschung“ als „klares Ziel“ des neuen Dokuments benannte. Der Historiker Jeffrey Herf wiederum schrieb, die Verfasser der Charta von 2017 hätten „sich der säkularen Sprache der globalen Linken“ bedient, „um ihr reaktionäres, antisemitisches und fundamentalistisches Wesen zu verschleiern, aber die Realität eines religiösen Krieges gegen die Juden blieb im Zentrum dessen, was die Hamas war und ist. Alle drei Gesichter des Antisemitimus – rechts, links und islamistisch –“ seien in der Charta von 2017 ebenso offensichtlich wie in der von 1988.